# 仙石騒動
仙石騒動（せんごくそうどう）は、江戸時代後期の出石藩で発生したお家騒動。しばしば「江戸時代の三大お家騒動」の一つとして紹介される。

## 原因

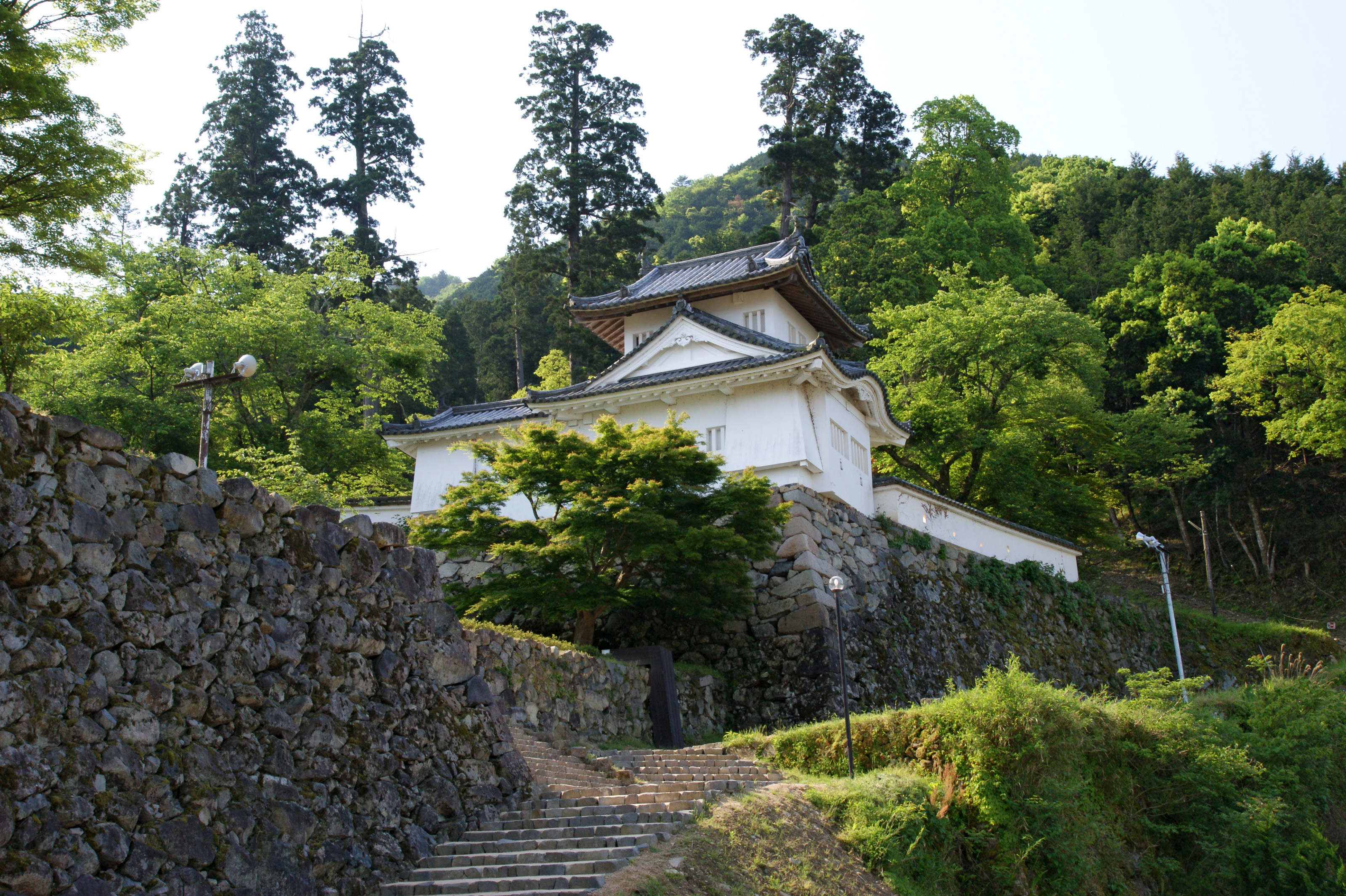
出石城

出石藩第6代藩主仙石政美の代になると藩の財政は逼迫し、藩政改革の機運が盛り上がった。仙石氏一門で行政の最高責任者の筆頭家老仙石左京は重商主義的産業振興策と人件費削減策を掲げ、同じく一門で財政責任者である勝手方頭取家老仙石造酒は質素倹約令の励行という保守的な政策と大量に発行された藩札を回収することを主張し、両派は対立した。藩主の政美は左京の政策を支持し、強い権限を与え藩政改革にあたらせた。藩主の支持を背景に左京は、藩士の俸禄の一部を強制的に借り上げ、藩営の物産会所を設置し、御用商人以外を締め出す代わりに御用商人から徴収している運上金の金額を大幅に値上げする、などの改革を推進した。しかし捗捗しい成果がなかなか上がらず、俸禄を減らされた藩士や領外の商人、多額の運上金を課せられた御用商人らからも反発が出たため、政美は左京の政策を一時停止させ、失脚していた造酒を復権させ藩政を執らせた。しかし、直後の藩主政美の急死により、対立と混乱は深刻化した。

## 勃発
文政7年（1824年）藩主仙石政美が参勤交代で出府する途中で発病し、江戸についてまもなく28歳で病没した。
政美には嗣子が無かったため、隠居していた政美の父久道は後嗣を選定するため、分家の旗本家当主らを含めて江戸で会議を開いた。仙石左京は筆頭家老であるため国許の代表者として江戸へ出るが、実子小太郎を同伴させた。これを、左京が小太郎を後継に推すのでは、と不信感を抱いた造酒は実弟の酒匂清兵衛を同道させ監視した。会議は造酒派の主導で進み、久道の十二男で政美の弟である道之助を元服させ仙石久利として後継藩主に据えることで決定した。左京は小太郎を後継に主張することも無く賛成した。
こうして藩政の実権は造酒派が完全に掌握し、左京の政策は全て廃止された。しかし、造酒が側近の桜井良蔵を重用したことから、同じ造酒派内で家老磯野源太左衛門と造酒、清兵衛が激しく対立し、家来の乱闘騒ぎまで起こした。この事件の責任を問われ源太左衛門、造酒、清兵衛は隠居を余儀なくされた。
幼君の下、筆頭家老として人事権を握った左京は反撃に出て藩重役は造酒の息子主計以外はみな左京派に挿げ替えられた。造酒の政策である藩札の切り替えによって流通量を半減させる政策が失敗し、上方商人からの借り入れが不可能になると、その責任を問われて主計も失脚した。藩政を掌握した左京は再び改革を始めた。家族一人あたり一石八斗以上の俸禄は禄高数に関係なく全額借り上げる面扶持制を導入し、人件費を大幅に抑えた。また、物産会所を復活し、領外商人を締め出し御用商人に特権を与える代わりに運上金を増徴した。さらに、江戸詰めの造酒派重臣荒木玄蕃の不正が発覚したことを機に荒木を免職し、藩政の最高権力者になった。天保2年（1831年）、左京は息子小太郎の嫁に、幕府の権力者であった老中松平康任の姪を迎えた。左京は松平康任に対し6千両を送るなど、多額の贈賄を行っていたとされる。
これに対し仙石主計、酒匂清兵衛、荒木玄蕃、原市郎右衛門といった造酒派の重臣は左京が小太郎を藩主に据えようとしていると先々代藩主久道に直訴した。久道は全く相手にせず、かえって4人は久道の怒りを買い蟄居を命じられた。同じ造酒派でこの行動の首謀者であった河野瀬兵衛は藩を追放された。瀬兵衛は江戸に上り天保4年（1833年）、一門の旗本仙石久祇（仙石弥三郎）に上書を提出して訴えた。この上書は久道夫人（常真院）に渡った。左京の政策から、江戸屋敷での経費も大幅に節減され耐乏生活を送っていた久道夫人は上書の内容をそのまま信じ、左京が藩士から取上げた俸禄を不正に蓄財しているとして、国許で隠居している久道に左京の非を激しく訴えた。久道から夫人の書状を見せられた左京は重臣を江戸に上らせ、久道夫人に弁明をすると共に、瀬兵衛の消息を掴むことに全力を挙げた。藩内に潜伏していた瀬兵衛は天領生野銀山にまで逃げたが捕縛された。本来天領での捕縛には幕府の勘定奉行の許諾が必要で、無断捕縛は違法であった。しかし、左京は懇意の老中松平康任に工作し、この事実をもみ消してもらった。そして瀬兵衛に加担し仙石弥三郎に引き合わせた弥三郎の家臣神谷転の捕縛を、老中松平康任の伝で南町奉行に実行させた。身の危険を感じた神谷は虚無僧になって江戸に潜伏していたが、南町奉行所に捕縛されてしまった。

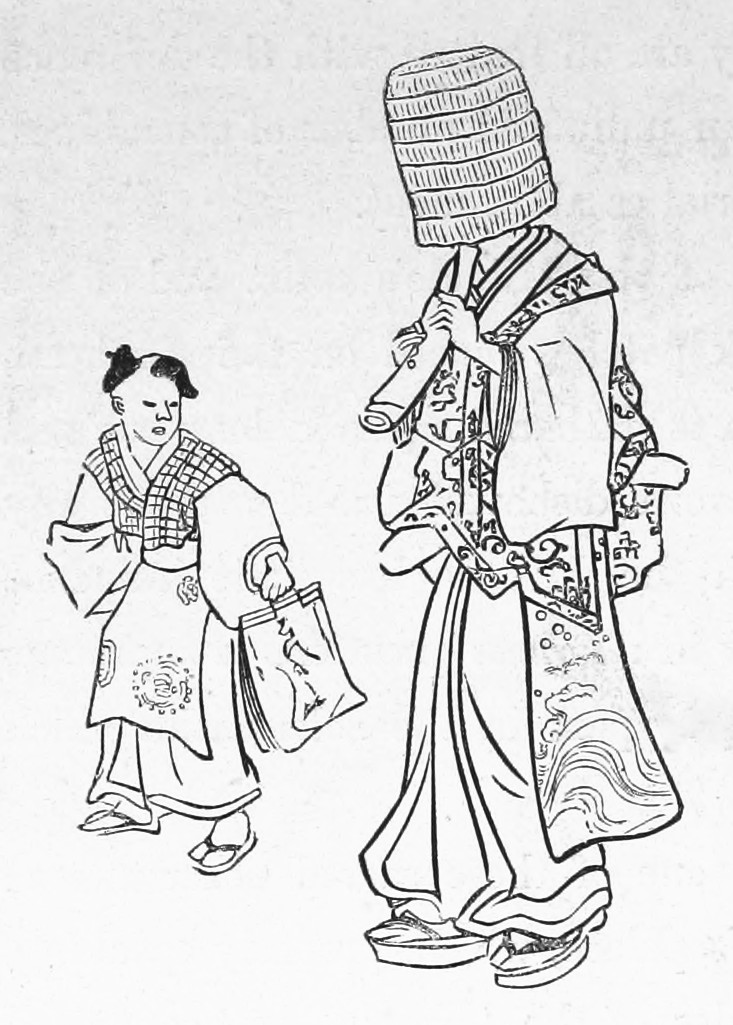
普化宗の虚無僧

この事態に、神谷が帰依所属していた普化宗一月寺が、虚無僧（僧侶）は寺社奉行の管轄に属し町奉行の管轄ではなく、すなわち神谷の捕縛は違法であり即時釈放をすべきであるとする旨を、神谷が所持していた瀬兵衛の上書の控と共に寺社奉行所に訴えた。また、久道夫人は実家である姫路藩邸に赴き、藩主酒井忠学の妻で将軍徳川家斉の娘喜代姫にも藩の騒動を話していた。

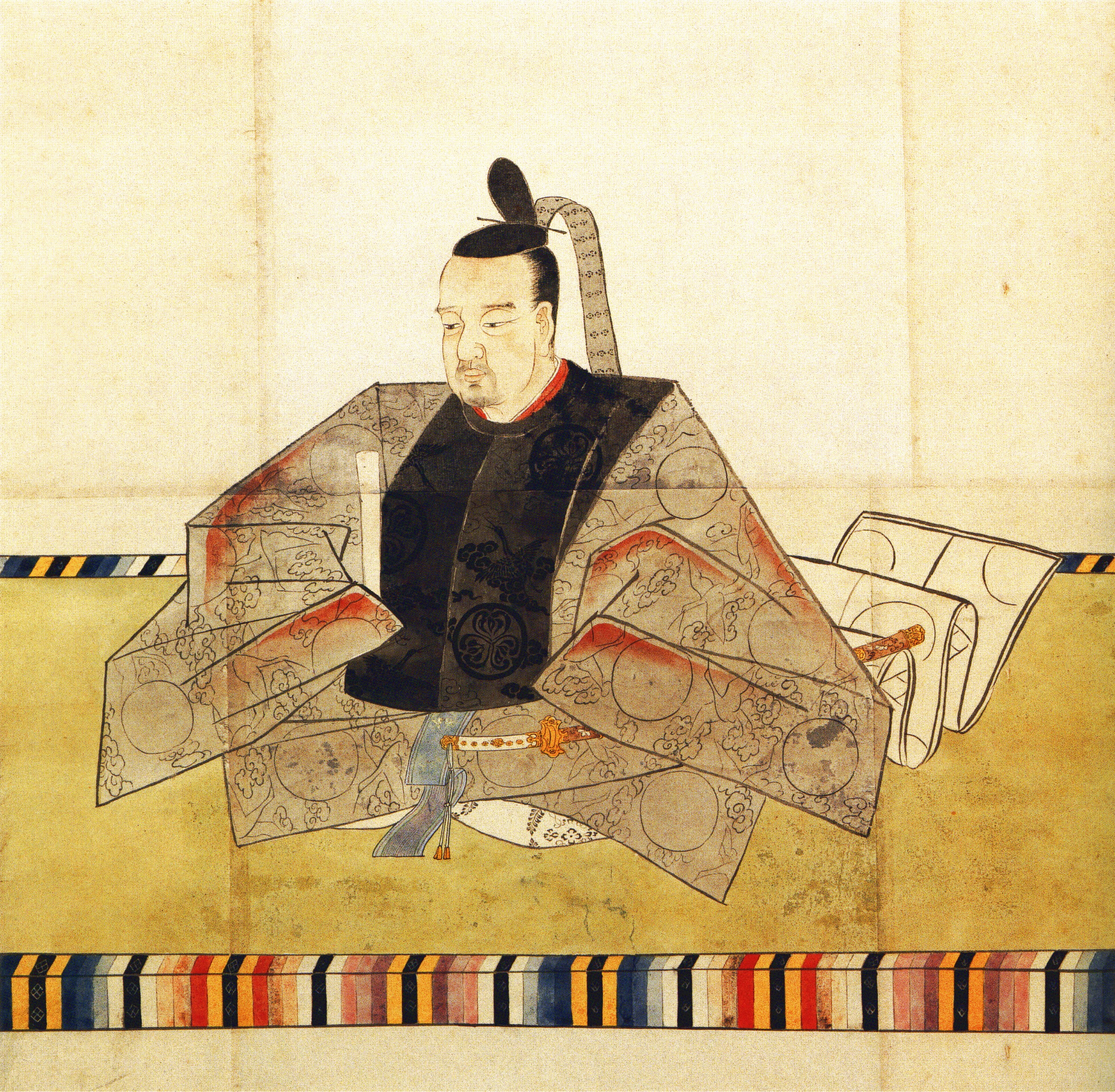
徳川家斉

寺社奉行の脇坂安董は、松平康任に対抗し幕府権力の掌握を狙っていた老中水野忠邦に出石藩の騒動と康任の関係を報告した。康任を失脚させるため、水野忠邦と脇坂安董は「左京が仙石家の乗っ取りを策謀している」として将軍家斉に言上した。出石藩の騒動については娘の喜代姫経由で家斉の耳にも達しており、家斉はこの騒動を寺社奉行、町奉行、公事方勘定奉行で構成される評定所が裁定すること、その責任者を脇坂安董とすることを決めた。

## 裁定

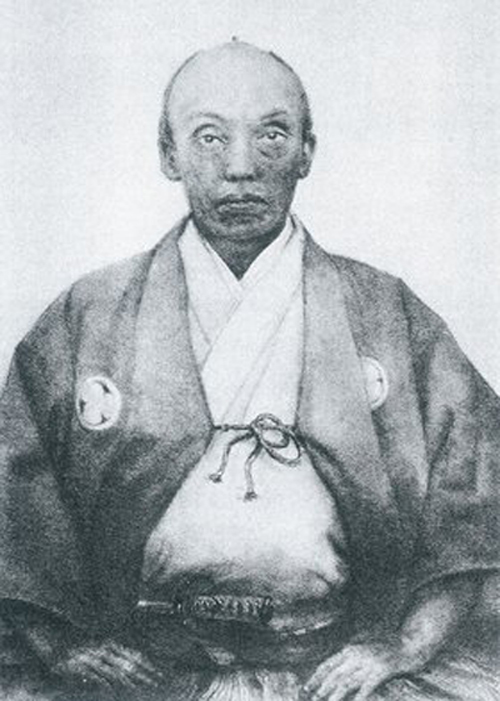
川路聖謨

実際の調査取調べは寺社奉行吟味物調役である川路弥吉（のちの川路聖謨）が行った。天保6年（1835年）裁定が下され、仙石左京は獄門となり、首は鈴ヶ森刑場で晒された。左京の側近であった宇野甚助も斬罪となり、左京の子である小太郎は八丈島へ流罪になるなど、左京派は壊滅的打撃を受けた。藩主の久利に直接お咎めは無かったが、出石藩は知行を5万8千石から3万石と、およそ半分に減封となった。また幕府内でも、老中松平康任は同時に発覚した密貿易（竹島事件）の責も含め失脚、隠居を命じられた他、南町奉行筒井政憲と勘定奉行の曾我助弼も失脚した。

## その後
出石藩はその後も抗争のしこりが残り、文久2年（1862年）藩主久利が実権を握り、親政を開始するまで長く藩内の政争は続いた。
仙石小太郎は八丈島に向かうために立ち寄った三宅島で発病し、病没した。小太郎の荷物は皆盗まれ、寝巻きしか残っていなかったという。また左京の娘は白湯文字と呼ばれる私娼に零落したという。
松平康任が隠居した後、子の康爵が跡を継いだが、石見浜田から陸奥棚倉に懲罰転封された。南町奉行を解任された筒井政憲は左遷されるが、後に復権し川路聖謨と共に対ロシア外交の責任者となる。
康任を失脚させた水野忠邦は老中首座となり、天保の改革を推し進める。脇坂安董は寺社奉行から老中に就任する。騒動解決で名を上げた川路聖謨は出世の契機となった。

## 文芸作品
仙石騒動は、江戸時代の講談や実録本、歌舞伎などの題材として用いられた。ただし、史実と異なり、「処刑された人物が黒、構い無しとされた人物は白である。登場人物を善玉・悪玉に分けて御家騒動の基本的構図を定める。その後、手許の史料から善悪（主に悪）の逸話を抜き出して御家騒動の筋にはめ込んで行き、その上にいくらかの創作を加えていった」 という内容であった。
実録本『仙台鵆香炉』の内容は以下の通りである。
仙石家七代政辰の弟左京は主家をうばう野望を懐き、鵜野甚助らと相談、九代美濃守（政美）を、医師鷹取己百に薬殺させる。幼君道之助が継ぐと、隠居八代久明に遊びをすすめ、政を専横する。老中浜田前司の弟平松主税の娘を、息小太郎の妻にむかえ、用金を造り、仙台家の重宝千鳥の香炉などを送って、味方とする。用金などのため一揆がおこると、善良の奉行を悪人共と交代させ、隠居を諫めた荒木玄蕃ら三年寄の髪を剃らせ入牢させる。老中に駕籠訴して失敗した忠臣河野瀬兵衛が天領生野銀山にかくまわれていたのを、老中の命といって関所を破って捕え、処刑する。重宝掛神谷転は左京に反対して逃走、一月寺に入って虚無僧友鵞となる。町奉行に浜田前司から依頼して捕える。一月寺の主僧が寺社奉行脇坂明公（安菫）に訴え出る。脇坂のもとで左京と友鵞の対決、七カ条の質問があって、処罰となる。
歌舞伎では、嘉永6年（1853年）3月『花吉田岩尾若松』（江戸市村座）に虚無僧姿で主家の騒動を訴える人物が登場し、文久3年（1863年）『四海太平望月駒』（江戸森田座）では、加賀騒動と綯い交ぜとなっている。講談では一時、禁止されたという。

## 関連作品
- 海音寺潮五郎 「列藩騒動録」新潮社、1965年、のち講談社で文庫
- 村上元三「仙石騒動」東京文藝社、1982年、のち光文社で文庫
- 古川薫 「閉じられた海図」文藝春秋、1988年、のち文庫
- 澤田ふじ子「暮冬の雪」（『村雨の首 歴史小説集』収録）広済堂出版、1991年
- 八百八町夢日記スペシャル「国盗り夢物語」日本テレビ、1992年